# Comité olympique de Nauru
Le Comité olympique de Nauru, en anglais Nauru Olympic Committee, NOC, est le Comité national olympique de Nauru. Il a été fondé en 1991 et a été reconnu par le Comité international olympique (CIO) en 1994.
Le comité fut présidé par Vinson Detenamo de sa fondation jusqu'en janvier 2009, date à laquelle Marcus Stephen (par ailleurs Président de la République) lui succéda.

## Histoire
L'idée de créer le Comité national olympique nauruan vient le jour où Marcus Stephen, un athlète nauruan, gagne une médaille d'or aux Jeux du Commonwealth d'Auckland en 1990 dans la discipline d'haltérophilie. Ruben Kun et Lawrence Stephen de Nauru, Sieuli Paul Wallwork du CIO, Tamas Ajan de la Fondation internationale d'haltérophilie et Paul Coffa de l'Australie commencent alors des discussions qui dureront un an sous la direction du ministre nauruan du sport Vinson Detenamo. En mars 1991, le Comité national olympique nauruan est officiellement créé et sa première soumission est envoyée au CIO à la fin 1991.
Afin de maximiser les chances de voir le Comité national affilié au CIO, il fallait que les fédérations des sports existants à Nauru soient elles-mêmes affiliées à leurs fédérations respectives. Pour montrer la détermination de Nauru à participer aux Jeux olympiques, Marcus Stephen est envoyé aux Jeux olympiques d'été de 1992 à Barcelone au sein de l'équipe olympique des Samoa ce qui permet la première participation indirecte de Nauru à des Jeux olympiques.
Après ces Jeux, deux autres soumissions sont préparées par le Comité national et une délégation menée par le président de la république de l'époque Bernard Dowiyogo est envoyée à Apia aux Samoa en mai 1994 et présentée devant le président du CIO Juan Antonio Samaranch. Ce dernier assure Bernard Dowiyogo de sa confiance et le 4 septembre 1994, le Comité national olympique nauruan est accepté au sein du CIO au cours d'une réunion à Paris. Nauru est alors le seul pays admis par le CIO en 1994, année internationale du sport et de l'idéal olympique.
Le Comité national concourt à ses premiers Jeux olympiques en 1996 (Atlanta) mais n'a pas encore présenté d'équipe à des Jeux paralympiques.

## Actions
Le Comité national olympique nauruan s'investit dans le développement et la promotion de l'olympisme à Nauru, l'établissement de structures d'entrainement et de compétition afin de préparer les athlètes aux évènements sportifs et l'organisation et la coordination des programmes permettant de faire progresser les jeunes sportifs au niveau des élites. Le Comité national prépare les sportifs à la préparation des Jeux olympiques, des Jeux du Commonwealth, des Jeux du Pacifique sud et des Mini Jeux du Pacifique Sud.
Sports Pacific Network
SPN est une chaîne de télévision à thématique sportive émettant de midi à minuit sept jours sur sept avec des programmes en continu. L'accent est mis sur la promotion des sports et athlètes locaux. Environ seize pays d'Océanie reçoivent la chaîne.
Programme d'identification des talents
Ce programme vise à promouvoir le sport à l'école en créant des séances sportives adaptées aux écoliers. L'haltérophilie et le basket-ball sont très populaires.
Programmes de développement des sports chez les juniors
Avec l'aide du programme ASP2000, les équipements sportifs sont adaptés en fonction des jeunes écoliers pour leur permettre de pratiquer du sport régulièrement.
Développement de l'haltérophilie
Le but de ce programme est de promouvoir le plus possible un sport à un niveau international. Ce programme est parti du constat que certains petits pays insulaires n'ont pas les moyens financiers de développer tous les sports existants. Chaque année, un sport à promouvoir est choisi. L'haltérophilie le fut en 1999.

## Composition

### Personnel administratif
- Président : Vinson Detenamo (1994 - en cours)
- Vice-Président : Ruben Kun (1994 - en cours)
- Secrétaire général : Lawrence Stephen (1994 - en cours)
- Membres : Pres-Nimes Ekowna (1994 - en cours), Paul Ainginea (1996 - en cours), Carmen Willis (2000 - en cours), Marrisa Cook (2000 - en cours), Lui Eoaeo (2000 - en cours), Alyisous Amwano (1996 - 2000), Ande Dube (1996 - 2000), Akadu Kepae (1996 - 2000)
- Directeur financier : Marcus Stephen (1997 - en cours)
- Trésorier : Leo Keke (1994 - en cours)
- Directeur des sports : Paul Coffa (1994 - 2001), Trent Dabwido (2001 - 2002), VP Jayaprakash (2003 - en cours)
- Assistant administratif : Choku Olsson (1996 - 2000), Sasi Kumar (1997 - 2003), Lily Coffa (1996 - 2002)

### Athlètes

#### Équipes des Jeux olympiques
- Jeux olympiques d'été de 1996 (Atlanta, États-Unis) : Marcus Stephen, Quincy Detenamo, Gerard Garabwan
- Jeux olympiques d'été de 2000 (Sydney, Australie) : Marcus Stephen, Sheba Peo
- Jeux olympiques d'été de 2004 (Athènes, Grèce) : Reanna Solomon, Itte Detenamo, Yukio Peter
- Jeux olympiques d'été de 2008 (Pékin, Chine) : Itte Detenamo
- Jeux olympiques d'été de 2012 (Londres, Royaume-Uni) : Itte Detenamo, Sled Dowabobo

#### Équipes des Jeux du Commonwealth
1990
- Haltérophilie : Marcus Stephen

1994
- Haltérophilie : Marcus Stephen, Gerard Jones

1998
- Haltérophilie : Marcus Stephen, Isca Kam, Rudin Thoma, Quincy Detenamo, Gerard Garabwan, Trent Dabwido
- Athlétisme : Freddrick Canon

2002
- Haltérophilie : Marcus Stephen, Quincy Detenamo, Yukio Peter, Renos Doweiya, Rutherford Jeremiah, Tommy Daniel, Marcus Cook, Reanna Solomon, Sheba Deireragea, Ebonnet Deigaruk, Mary Deringa, Tyoni Batsiua
- Palmarès en haltérophilie[1] :

| Or     | : 2 |
| Argent | : 5 |
| Bronze | : 8 |

## Associations sportives affiliées
Sports olympiques
- Nauru Island Basketball Association
- Nauru Boxing Federation
- Nauru Golf Association
- Nauru Judo Association
- Nauru Tennis Association
- Nauru Volleyball Association
- Nauru Squash Association
- Nauru Taekwondo Association
- Nauru Gymnastics Federation
- Badminton Association Nauru
- Nauru Softball Association
- Nauru Wrestling Association
- Nauru Amateur Athletics Association
- Nauru Weightlifting Federation

Sports non olympiques
- Nauru Amateur Football Association
- Nauru Powerlifting Federation

### Source
- (en) Comité national olympique océanien - Nauru